# Bautone
Flavio Bautone (latino: Flavius Bauto; fl. 380-388) è stato un generale franco naturalizzato romano, che esercitò una notevole influenza sulla vita politica dell'impero negli anni 380.

## Biografia
La prima menzione di Bautone è collocabile attorno al 380, quando l'imperatore Graziano lo inviò, con il titolo di magister militum ed un esercito di rinforzo, ad assistere l'imperatore Teodosio I, che in oriente cercava di risollevare le sorti dell'impero dopo la disastrosa sconfitta dell'imperatore Valente ad Adrianopoli (378).
Nel 383 l'imperatore Graziano morì durante l'usurpazione di Magno Massimo: al suo posto venne nominato imperatore il fratellastro Valentiniano II, che però si trovò ad affrontare un avversario molto forte come Massimo. Bautone fu allora inviato in occidente ad aiutare il nuovo imperatore: posto a difesa dei valichi alpini, riuscì ad annullare la minaccia di attacchi da parte delle forze dell'usurpatore. Poiché l'imperatore era molto giovane (Valentiniano era salito al trono a soli quattro anni), Bautone riuscì ad essere molto influente a corte, giungendo in pratica a governare la parte occidentale dell'impero a nome di Valentiniano, cosa di cui venne esplicitamente accusato da Massimo.
Nel 385 venne nominato console, titolo che rappresentò l'apice della sua carriera: in questa occasione Agostino d'Ippona gli dedicò un panegirico a Milano. Morì prima del 388, quando è attestato un nuovo magister militum, Arbogaste.
Bautone era un barbaro ed un pagano. Fu amico di Quinto Aurelio Simmaco e alleato del potente vescovo di Milano, Ambrogio, col quale si schierò contro la restaurazione dell'Altare della Vittoria nella Curia (384). Ebbe una figlia, Elia Eudossia, che venne educata come una vera romana, tanto che divenne poi moglie dell'imperatore Arcadio e augusta: Bautone fu dunque il nonno materno dell'imperatore Teodosio II.